# 周阳 (外交官)
周阳，中华人民共和国政治人物、外交官。
1987年，接替邢忠修，担任中华人民共和国驻爱尔兰大使。1989年，由韩琍琍接任。